# Slag bij Hab
De Slag bij Hab vond plaats op 14 augustus 1119. Een kruisvaardersleger onder leiding van Boudewijn II van Jeruzalem kon zegevieren na een overwinning op de Artuqiden uit Aleppo, onder leiding van Ilghazi van Mardin. Deze slag stabiliseerde het vorstendom Antiochië een beetje nadat het enkele weken ervoor een grote nederlaag leed.

## Achtergrond
Op 28 juni 1119 vermorzelde Ilgahzi's Turks-Syrische leger bijna het hele leger van het Vorstendom Antiochië bij de Slag van Ager Sanguinis. Na dit grote succes veroverden de Artuqiden diverse burchten en vestingen in het vorstendom, maar mogelijk had er meer bereikt kunnen worden. Ilghazi maakte de fout geen profijt te trekken uit zijn overwinning, maar gooide zichzelf vol met alcohol om zijn overwinning te vieren, en had zijn mannen ook niet onder controle omdat die aan het plunderen sloegen.
Al gauw nadat koning Boudewijn het nieuws vernam, bracht hij een strijdkracht op de been en marcheerde noordwaarts om het vorstendom Antiochië te ontzetten. Onderweg sloot een groepering uit het Graafschap Tripoli onder leiding van Pons van Tripoli zich bij Boudewijn aan. Boudewijn voegde het overige leger van Antiochië bij zijn hoofdleger. Vervolgens marcheerde hij richting Zerdana, 80 kilometer oostzuidoostelijk van Antiochië; Zerdana werd op dat moment belegerd door Ilghazi. Terwijl de kruisvaarders hun kamp opsloegen nabij Tell danith om ook hun paarden te drenken, vernam Boudewijn dat Zerdana in moslimhanden gevallen was, waarna de kruisvaarders zich voorbereidden om naar de vesting van Hab te trekken, 30 kilometer ten zuidwesten van Zerdana.

## De slag
Op de ochtend van 14 augustus regelde Boudewijn voorzichtig een terugtrekroute voor de kruisvaarders in het open veld. Vooraan ging een eskader van 700 ridders en ruiters voor de stoet uit van enkele duizenden infanteristen, vergezeld door boogschutters en speerdragers. Graaf Pontius met zijn Tripolitaanse leger bewaakte de rechterflank, en het overgebleven leger uit Antiochië geleid door Robert Fulcoy verdedigde de linkerflank, andere ridders uit Antiochië vormden de achterhoede. Boudewijn leidde een reservegroep ridders uit Jeruzalem, maar wat hun plaats in de formatie was, is onduidelijk gebleven.
Het was destijds een beproefde tactiek van de Turken om te trachten, door aanvallen van boogschutters en door snelle manoeuvres te paard, de tegenstander uit de tent te lokken. Zij hoopten dat de vijand een voortijdige uitval zou doen, waardoor zij konden binnendringen in de ontstane gaten in de linies.
Zoals te verwachten viel, begonnen de Turkse boogschutters de colonne in de vroege ochtend aan te vallen. Ilghazi's aanvallen werden steeds intensiever en het kruisvaardersleger werd al vroeg op de dag tot stilstand gebracht. De drie flanken en het hoofdeskader raakten verspreid en de infanterie werd zwaar belaagd. Zij verzetten zich hevig, maar zonder de steun van de cavalerie leden zij zware verliezen.
De oorspronkelijke linkerflank onder leiding van Robert Fulcoy zette een achtervolging in op een Turks eskader, maar al snel vluchtten zij richting Zerdana, mogelijk om het opnieuw in te nemen en lieten Hab achter zich. Ondertussen gingen ook ridders van de rechterflank ervandoor en graaf Pontius sloot zich toen aan bij de reservegroep van Boudewijn. Enige uren later zette Boudewijn zijn reservegarde in op plaatsen waar zijn leger erg verzwakt was geraakt, vooral de infanterie, en intervenieerde zo in elke sectie die onder vuur lag. Zo wist hij zijn leger bijeen te houden en na nog enkele bittere gevechten te zegevieren, toen de Turken uiteindelijk hun nederlaag erkenden en het slagveld verlieten.

## Nasleep
Boudewijn had een tactische overwinning geboekt op de moslims, maar verloor daarbij veel manschappen. Ook de Turken hadden vele verliezen geleden en moesten weer gebied inleveren, maar toch eiste de Turkse leider Ilghazi de overwinning op. De volgende slag in het gebied zou in 1125 plaatsvinden bij Azaz.